# Wilfried Hannes
Wilfried Hannes (Düren-Echtz, 17 mei 1957) is een voormalig Duits voetballer en huidig voetbaltrainer. Een bijzonder detail is dat Hannes aan zijn linkeroog blind werd nadat er als kind zijnde een tumor werd verwijderd. Met Borussia Mönchengladbach won hij tweemaal het Duitse landskampioenschap en eenmaal de UEFA Cup.

## Erelijst
Borussia Mönchengladbach
- Bundesliga: 1975/76, 1976/77
- UEFA Cup: 1978/79

1 Schumacher ·
2 Briegel ·
3 Breitner ·
4 K. Förster ·
5 B. Förster ·
6 Dremmler ·
7 Littbarski ·
8 Fischer ·
9 Hrubesch ·
10 Müller ·
11 Rummenigge  ·
12 Hannes ·
13 Reinders ·
14 Magath ·
15 Stielike ·
16 Allofs ·
17 Engels ·
18 Matthäus ·
19 Hieronymus ·
20 Kaltz ·
21 Franke ·
22 Immel ·
Coach: Derwall